# Amerigo Vespucci
|  | For skoleskibet, se Amerigo Vespucci (skoleskib) og for lufthavnen, se Firenze Amerigo Vespucci |
Amerigo Vespucci (født 9. marts 1454, død 22. februar 1512) var købmand, søfarer og opdagelsesrejsende. Han rejste til de amerikanske kontinenter og skrev om dem. Hans opdagelsesrejser langs østkysten af Sydamerika overbeviste ham om, at man havde fundet et nyt kontinent. Det var en dristig påstand på en tid, hvor alle – inklusive Christoffer Columbus – mente, at man blot havde fundet en ny søvej til Asien, men samtidig var det den almindelige opfattelse, at vejen vestover til Asien måtte være længere end hvad Amerigo angav.
Amerigo Vespucci blev født i Firenze, hvor faderen var sekretær for vekselerernes gilde. Amerigo tilhørte en familie som levede under tæt indflydelse fra Medicislægten. I 1478 rejste han til Paris, hvor han arbejdede sammen med sin bedstefar, Guido Antonio Vespucci, der var ambassadør for Lorenzo il Magnifico. Ved farens død i 1482 vendte han hjem til Firenze, hvor han blev i Mediciernes tjeneste indtil 1491.
I 1492 blev han overført til Sevilla for at fortsætte sit arbejde for familien Medicis spanske interesser derfra. I Sevilla fik han kontakt til Juanoto Berardi, en florentiner som beskæftigede sig med bevæbning og udrustning af skibe og deriblandt også de skibe, som Christopher Columbus skulle bruge til rejsen mod den nye verden. Da Berardi døde i 1496, overtog Vespucci hans virksomhed og kom på den måde ind i den kreds, der kendte til opdagelsesrejserne.
Vespuccis rolle er meget omdiskuteret på grund af to breve, der tilskrives ham, men som formodentlig ikke er ægte: Mundus Novus (Den nye verden) og "Lettera" (De fire rejser). De to tvivlsomme breve hævder, at Vespucci rejste til Amerika fire gange, men kun de tre af rejserne kan bekræftes via andre kilder. Historikere er i dag enige om, at der ikke var nogen rejse i 1497, og at man ikke ved ret meget om den fjerde rejse.
Det står fast, at Vespucci deltog i en ekspedition fra 1499 til 1500 under ledelse af Alonso de Ojeda. De to ser ud til at være sejlet hver sin vej, efter at de nåede land ved Guyanas kyst. Vespucci drog sydover, opdagede Amazonas’ udmunding og nåede så langt sydpå som den 6. sydlige breddegrad. På tilbageturen så han Trinidad og Orinocofloden og vendte så tilbage til Spanien via Hispaniola.
Hans næste rejse i 1501-1502 skete i Portugals tjeneste. I august fik de landkending og fortsatte langs det nuværende Brasiliens kyst, indtil de nåede bugten ved Rio de Janeiro den 1. januar (deraf byens navn). Derfra fortsatte de rejsen mod syd og nåede Patagonien tæt ved den strækning, som Fernando de Magallanes senere skulle kortlægge. Vespucci skulle vende tilbage fra denne rejse i overbevisningen om, at de lande, man havde fundet, ikke var dele af Asien, men i stedet et helt nyt kontinent. Rejsen og hans tanker om den blev beskrevet af Vespucci på et kort, som blev udgivet af Lorenzo de Pier Francesco de Medici i Paris i 1502 under titlen Mundus Novus (Den nye Verden). Det er muligvis offentliggørelsen af kortet og den omfattende udbredelse af hans breve, som fik Martin Waldseemüller til at kalde det nye kontinent "Amerika" på sit verdenskort fra 1507. Man mener, at han skabte navnet ud fra den latiniserede form, "Americus Vespucius", ved at bruge det i hunkønsformen "America".
Man kender som nævnt ikke meget til den sidste rejse i 1503-1504, og der er endda dem, der tvivler på at den fandt sted.
Amerigo Vespucci døde i Sevilla, Spanien, i 1512. Hans virkelige betydning for historien ligger for det første i de opdagelser, han gjorde, men for det andet også i hans breve (om han nu skrev dem selv eller ej). Det var dem, der gjorde den brede offentlighed i Europa opmærksom på Amerika, og på den måde skabte de en folkelig opinion, som fik stor betydning for fyrsternes interesse i at udruste nye ekspeditioner.